# Liste der Kreisstraßen im Neckar-Odenwald-Kreis
Die Liste der Kreisstraßen im Neckar-Odenwald-Kreis ist eine Auflistung der Kreisstraßen im baden-württembergischen Neckar-Odenwald-Kreis.

## Abkürzungen
- K: Kreisstraße
- L: Landesstraße

## Liste
Die Kreisstraßen behalten die ihnen zugewiesene Nummer nicht bei einem Wechsel in einen anderen Stadt- oder Landkreis. Nicht vorhandene bzw. nicht nachgewiesene Kreisstraßen werden in Kursivdruck gekennzeichnet, ebenso Straßen und Straßenabschnitte, die unabhängig vom Grund (Herabstufung zu einer Gemeindestraße oder Höherstufung) keine Kreisstraßen mehr sind.
Der Straßenverlauf wird in der Regel von Nord nach Süd und von West nach Ost angegeben.
| Nr.    | Verlauf |
| ------ | --- |
| K 3900 | K 3901 in Eberstadt – L 519 |
| K 3901 | L 582 in Eberstadt – K 3900 – Schlierstadt – L 519 in Zimmern |
| K 3903 | L 582 in Eberstadt – K 3964 in Götzingen |
| K 3904 | K 3964 in Götzingen – L 518 in Altheim |
| K 3905 | L 582 in Bofsheim – L 518 in Sindolsheim |
| K 3906 | K 3907 in Hirschlanden – L 1095 |
| K 3907 | L 518 in Rosenberg – Hirschlanden – K 3906 – Kreisgrenze – (K 2840 im Main-Tauber-Kreis)                                                                                 |
| K 3909 | – Schweinberg – – Kreisgrenze – (K 2834 im Main-Tauber-Kreis) – Kreisgrenze – ohne Anschluss an eine klassifizierte Straße – Kreisgrenze – (K 2834 im Main-Tauber-Kreis) |
| K 3910 | /L 518 in Walldürn – K 3912 – K 3913 – Wettersdorf – Vollmersdorf – Rütschdorf – K 3911 – Dornberg – L 521                                                               |
| K 3911 | (MIL 24 im Landkreis Miltenberg, Bayern) – Landesgrenze – K 3910 in Rütschdorf                                                                                           |
| K 3912 | K 3913 in Glashofen – K 3910 |
| K 3913 | – Gerolzahn – L 518 – Neusaß – Glashofen – K 3912 – K 3910 in Wettersdorf                                                                                                |
| K 3914 | L 518 – Reinhardsachsen – Kaltenbrunn – Landesgrenze – (MIL 20 im Landkreis Miltenberg, Bayern)                                                                          |
| K 3915 | (Bayern) – Landesgrenze – Hettigenbeuern – K 3916 – K 3917 in Buchen (Odenwald)                                                                                          |
| K 3916 | L 585 in Mudau – Steinbach – Stürzenhardt – K 3915 |
| K 3917 | L 523 – Oberneudorf – Hollerbach – Buchen (Odenwald) – L 585 – K 3915 – K 3968                                                                                           |
| K 3918 | (MIL 17 im Landkreis Miltenberg, Bayern) – Landesgrenze – Mörschenhardt – Donebach – K 3971 in Mudau                                                                     |
| K 3919 | (K 40 im Odenwaldkreis, Hessen) – Landesgrenze – L 585/L 2311 |
| K 3920 | Einbach – |
| K 3921 | (K 4114 im Rhein-Neckar-Kreis) – Kreisgrenze – Reisenbach – Oberscheidental – L 524 – Unterscheidental                                                                   |
| K 3922 | L 524 – K 3923 in Balsbach |
| K 3923 | L 524 – Wagenschwend – L 525 – Balsbach – K 3922 – L 615 in Laudenberg                                                                                                   |
| K 3924 | K 3970 in Trienz – L 584 in Limbach |
| K 3925 | (K 4113 im Rhein-Neckar-Kreis) – Kreisgrenze – K 3926 in Waldkatzenbach                                                                                                  |
| K 3926 | L 524 in Oberdielbach – Feriendorf Waldbrunn – Waldkatzenbach – K 3925 – K 3927 – L 524                                                                                  |
| K 3927 | K 3926 – L 524 in Waldbrunn |
| K 3928 | L 524 in Strümpfelbrunn – Mülben – L 524 |
| K 3929 | L 634 in Schollbrunn – L 589 in Weisbach |
| K 3933 | L 590 – Michelbach – L 532 |
| K 3934 | (K 4105 im Rhein-Neckar-Kreis) – Kreisgrenze – L 633 in Neunkirchen |
| K 3936 | L 633 in Neunkirchen – Breitenbronn – K 3937 – |
| K 3937 | L 590 in Aglasterhausen – K 3936 in Breitenbronn |
| K 3938 | L 590 in Asbach – Kreisgrenze – (K 4187 im Rhein-Neckar-Kreis) |
| K 3939 | – K 3940 – L 590 in Asbach |
| K 3940 | K 3939 – Mörtelstein – L 636 in Obrigheim |
| K 3941 | (K 4186 im Rhein-Neckar-Kreis) – Kreisgrenze – Kälbertshausen – L 590 |
| K 3942 | L 636 in Obrigheim – L 590 |
| K 3943 | L 527 in Reichenbuch – Flugplatz Mosbach-Lohrbach – L 589 |
| K 3944 | L 589 in Lohrbach – L 525 in Sattelbach |
| K 3946 | L 527 – in Neckarzimmern |
| K 3947 | (K 2037 im Landkreis Heilbronn) – Kreisgrenze – L 588 in Neckarmühlbach                                                                                                  |
| K 3948 | L 588 in Neckarmühlbach – Burg Guttenberg – Kreisgrenze – (K 2036 im Landkreis Heilbronn)                                                                                |
| K 3949 | L 587 in Dallau – Katzental – L 526 – L 586 in Waldmühlbach |
| K 3951 | – L 526/L 1099 in Unterschefflenz |
| K 3952 | K 3965 – Leibenstadt – Kreisgrenze – (K 2022 im Landkreis Heilbronn) |
| K 3953 | L 1095 in Adelsheim – Wemmershof – |
| K 3954 | L 519 in Adelsheim – Hemsbach |
| K 3955 | L 1095 – K 3957 – Hüngheim – K 3958 – Merchingen – L 515 – K 3956 – Kreisgrenze – (K 2326 im Hohenlohekreis)                                                             |
| K 3956 | K 3955 in Merchingen – Kreisgrenze – (K 2323 im Hohenlohekreis) |
| K 3957 | K 3955 – Bronnacker |
| K 3958 | K 3955 in Hüngheim – K 3966 in Oberwittstadt |
| K 3959 | L 515 – Erlenbach – K 3960 – Kreisgrenze – (K 2324 im Hohenlohekreis) |
| K 3960 | K 3959 in Erlenbach – Kreisgrenze – (K 2319 im Hohenlohekreis) |
| K 3961 | K 3966 in Oberwittstadt – Kreisgrenze – (K 2841 im Main-Tauber-Kreis) |
| K 3962 | L 518 – L 522 in Hettingen |
| K 3964 | L 522 in Rinschheim – Götzingen – K 3903 – K 3904 – L 582 |
| K 3965 | L 1095 in Sennfeld – K 3952 – Kreisgrenze – (K 2134 im Landkreis Heilbronn)                                                                                              |
| K 3966 | (K 2885 im Main-Tauber-Kreis) – Kreisgrenze – Oberwittstadt – K 3961 – K 3958 – Unterwittstadt – L 515 in Ballenberg                                                     |
| K 3967 | L 514 in Bretzingen – Kreisgrenze – (K 2893 im Main-Tauber-Kreis) |
| K 3968 | in Rippberg – Großhornbach – Buchen (Odenwald) – K 3917 – L 522 |
| K 3969 | L 585 in Schloßau – Waldauerbach – L 524 |
| K 3970 | L 525 – Trienz – K 3924 – L 615 – Muckental – Rittersbach – in Oberschefflenz                                                                                            |
| K 3971 | (MIL 42 im Landkreis Miltenberg, Bayern) – Landesgrenze – Ünglert – Mudau – K 3918 – L 585                                                                               |